# Patrick Gill (Physiker)

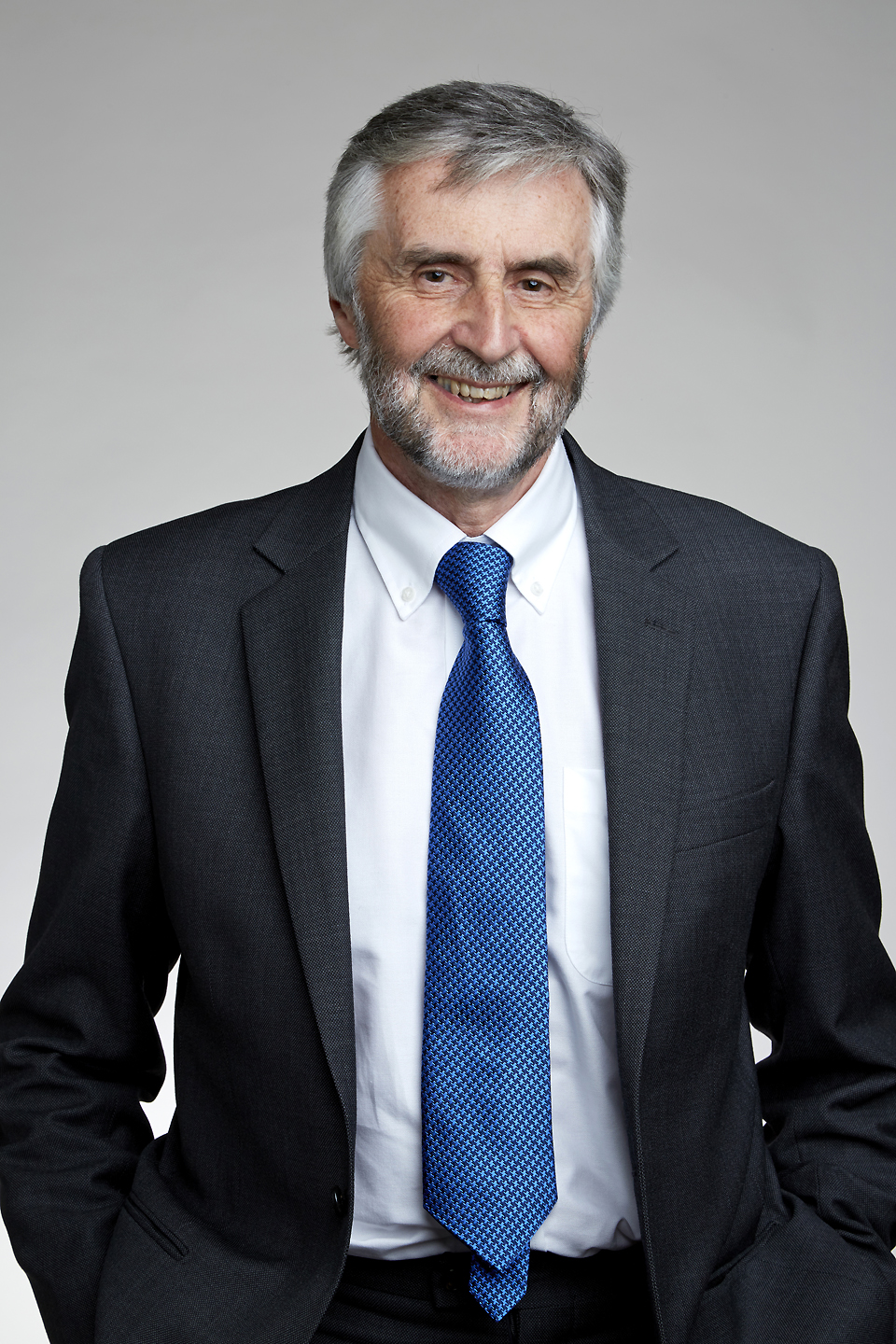
Patrick Gill

Patrick Gill ist ein britischer Physiker im Bereich des Messwesens.
Gill erhielt den DPhil an der Oxford University und ging 1975 an das National Physical Laboratory. Einer seiner Forschungsschwerpunkte ist die Entwicklung von Ionenfallen für optische Frequenzstandards. Diese haben das Potential, die SI-Einheit der Sekunde neu zu definieren.
Er war Gastprofessor in Oxford und am Imperial College London.

## Auszeichnungen
- 1999 Tompion Medal der Worshipful Company of Clockmakers
- 2007 I. I. Rabi Award des IEEE International Frequency Control Symposium
- 2008 Young-Medaille des Institute of Physics
- 2016 Mitglied der Royal Society
- 2020 Rumford-Medaille der Royal Society